# İbrahim Öztürk
İbrahim Öztürk (Kayseri, 21 juni 1981) is een Turks oud-voetballer die bij voorkeur als centrale verdediger speelde. Hij was actief voor onder andere Kayserispor, Bursaspor, Kırıkkalespor,  Kayseri Erciyesspor en Altay.

## Erelijst
- Bursaspor
  - Landskampioen: 2010